# Szupercella
Szupercella akkor alakul ki, amikor egy zivatarfelhő több légköri tényező okán ún. forgó feláramlással rendelkezik. A forgás oka  leginkább a szélnyírás (a szél erejének és irányának a magassággal történő változása). Fontos szerepe van az örvényességnek, és a zivatarok megszületéséhez alapvetően szükséges cape-nek is. A cape a feláramlások erősségének J/kg-ban mért, nem hivatalos "mértékegysége". Maga a feláramlás lehet a nappali besugárzás hatására talaj alapú, de egy légköri front is okozhatja, vagy rásegíthet a talaj alapú konvekcióra. A frontok közül elsősorban a hidegfrontok (vagy azok előterének légköri sajátosságai) adnak kellő emelést triggert a szupercellák kialakulásához.
A szupercellák alapvető jellegzetességét, a  forgó feláramlást szakmai nyelven mezociklonnak nevezik. A horizontális örvényeket a zivatarfelhő erős feláramlása vertikálissá alakítja, és abban az esetben, ha kellő egyensúly mutatkozik a szélnyírás és a feláramlás között, nagy az esély szupercellák kialakulására. Mezociklon előfordulhat nem-szupercellás zivatarokban is (pl. multicellás clusterek, zivatarláncok) - de ezek többnyire rövid életűek, és a komplett zivatarfelhő életciklusát tekintve kevésbé meghatározó jellegűek. 
Egy szupercella "motorjaként" is felfogható ún. mély mezociklon egyben a tornádók okozója is (bár tornádók sem csak szupercellákban jönnek létre, ezeket nem-mezociklonális tornádónak nevezik.)
Tulajdonképpen egy "kis ciklonként" is felfoghatjuk őket, aminek van meleg-, és hidegfrontja, majd az okklúzió is megjelenik.
A szupercellák szemmel is jól látható jellegzetességei közé tartozik egyrészt a csapadéktól jól elkülönülő feláramlás (csapadékmentes, lencseszerű, "kontrasztos" felhőalap), valamint az elő- és hátoldali leáramlás. Ez utóbbiak alapján három "alaptípust" különböztethetünk meg: LP (=low precipitation - kevés a hátoldali csapadék), Klasszikus: itt ez már jelentősebb, majd a HP (high precipitation - nagy csapadékú) típust. Magyarországon az utóbbi típus a leggyakoribb, ezekre jellemző, hogy jóval kisebb esély van bennük tornádóra, azonban felhőszakadások, villámárvizek és szélrohamok okozói. Sok esetben szinte a földön lóg a kifutófrontjuk felhőzete.
Amikor egy forró, meleg periódust egy markáns hidegfront szakít meg, zivatarláncokba rendeződhetnek. A zivatarláncok szabályosan rendezett viharfelhők, amik több kilométer hosszúságúak is lehetnek. Az ilyen láncokban kialakulhatnak fejlett zivatarfelhők is, amelyeket szupercellának nevezünk. A szupercella hevesebb, mint egy átlagos cella vagy zivatarfelhő, mert a szupercellából akár 2 cm-es vagy nagyobb jég is hullhat, akár 100 km/h széllökés is lehetséges, és a villámok száma percenként meghaladhatja a 80 000 kisülést.[forrás?] Az ilyen szupercellák kipattanásakor abban a régióban, amiben kipattant, előfordulhat a piros riasztás is, amely igen erős vihart jelent.